# Efemeridna reka
Efemeridna reka je reka, v kateri teče voda samo med redko se pojavljajočimi se padavinami. Ime je povezano z grško besedo ephemeros, kar pomeni dnevno. Če padavin ni dovolj, da bi z vodo napolnile rečno strugo, je voda samo v kotanjah.
Efemeridne reke so: 
- reka Luni v Radžastanu,
- reka Ugab v južni Afriki in
- številni majhni pritoki reke Talak na severu Nigra.

Druge so še reke Todd, Sin in Sandover v osrednji Avstraliji.

## Efemeridna jezera in otoki
Tako kot reke so tudi jezera eferemidna, npr.:
- jezero Carnegie v Zahodni Avstraliji in
- jezero Cowal v Novem Južnem Walesu.

Poznamo tudi efemeridne oziroma občasne otoke, npr. otok Banua Wuhu. Ti otoki se pojavijo, ko vulkanske dejavnosti spreminjajo njihovo nadmorsko višino, vendar pa v nekem časovnem obdobju izginejo zaradi erozije, ki jo povzročajo valovi. Otok Bassas v Indiji se pojavi le ob oseki.

## Vir
Hluszyk,Halina: Slovar ekologije, DZS, Ljubljana, 1998